# The National Anthem
The National Anthem este a treia piesă de pe albumul Kid A al trupei britanice Radiohead. 